# Де закінчується райдуга
Де закінчується райдуга (або З любов'ю, Розі чи Роузі Данн) — книга, що була опублікована у 2004 році ірландською письменницею Сесілією Ахерн. Це другий роман, який написаний за епістолярною структурою у формі листів, електронних повідомлень і газетних статей . Книга посіла перше місце в Ірландії та Великій Британії та стала бестселером у всьому світі. У 2005 році книга отримала німецьку премію Corine. У 2014 році роман був екранізований під назвою «З любов'ю Роузі».

## Зміст
«Де закінчується райдуга» — це історія, оформлена через діалоги, електронні листи і миттєві повідомленнях про стосунки між двома головними героями Роузі Данн і Алексом Стюартом, які є непостійними. Розі та Алекс — близькі друзі з дитинства, але одного разу вони раптово розлучаються, коли Алекс із родиною переїжджає з Дубліна до Бостона. Книга розповідає нам про їхні стосунки, які продовжують змінюватися через відстань, нові стосунки та обставини, які наче віддаляють один від одного. У книзі залишається одне питання: чи вони завжди мали на меті бути більше, ніж друзями і чи ризикнуть вони всім, включно з дружбою, заради кохання?

## Персонажі
Роузі Данн: одна з головних героїнь, яка живе в Дубліні зі своєю дочкою Кеті і завжди мріяла працювати в готелі. Книга розповідає про її стосунки з найкращим другом Алексом, коли відстань і обставини назавжди випробовують їхню дружбу. Роузі починає сумніватися, чи завжди вона мала бути з Алексом не тільки друзями і незабаром ці почуття починають впливати на їхню дружбу.
Алекс Стюарт: інший головний герой книги, родом із Дубліна, де він виріс разом із Роузі, його родина переїжджає до Бостона, де Алекс згодом стає хірургом. Там Алекс одружується, але пізніше виявляє, що відчуває почуття до Роузі.
Філ Стюарт: один із другорядних персонажів книги, брат Алекса. Вони часто спілкуються електронною поштою, і Філ завжди дає Алексу поради щодо кохання та його дружби з Роузі.
Саллі Грубер: Саллі зустрічає Алекса в Бостоні, пара закохується, одружується і народжує спільного сина на ім'я Джош. Незабаром у їхніх стосунках починаються проблеми.
Грег Коллінз: другорядний персонаж книги, який одружується з Роузі. Незабаром стає зрозуміло, що Грег не підходить для Роузі і він їй зраджує.
Кеті Данн: у Кеті є найкращий друг у книзі під назвою Тобі, і їхні стосунки віддзеркалюють стосунки Алекса та Розі в дитинстві. Коли вона стає старшою, її стосунки з Тобі змінюються, і це нагадує Роузі про її справжні почуття до Алекса.
Тобі Квінн: найкраща подруга Кеті та їхні стосунки дуже схожі на стосунки Алекса та Роузі в дитинстві. Тобі та Кеті втрачають зв'язок і зустрічаються через кілька років, коли вони розуміють, що завжди повинні були бути більше, ніж друзями.
Браен: батько Кеті, який повертається в її життя в середині книги. Він ходив до школи з Роузі та Алексом.
Рубі: Рубі стала найкращою подругою Роузі після того, як вони познайомилися, працюючи в офісі канцелярської компанії. Рубі завжди готова порадити Роузі, коли вона не впевнена у своїх почуттях у житті та коханні.
Місіс Джулі Кейсі: також відома як «Місіс Великий ніс, смердюче дихання Кейсі» Роузі та Алекса. Ближче до середини оповідання Роузі, кинувши роботу, йде на роботу в стару початкову школу секретарем, і вони стають друзями.
Бетані Вільямс: друга дружина Алекса. Вона була його першою дівчиною в середній школі, але через багато років вони возз'єдналися. У них є син Тео. Розі ніколи не любила її.
Стефані: старша сестра Роузі.
Кевін: молодший брат Роузі.

## Екранізація
Екранізація книги вийшла в жовтні 2014 року. Її режисером став Крістіан Діттер, а в головних ролях Лілі Коллінз у ролі Роузі Данн і Сем Клафлін у ролі Алекса Стюарта.
| Сесілія Ахерн         | Сесілія Ахерн         | Сесілія Ахерн | Сесілія Ахерн |
| --------------------- | --------------------- | --- | --- |
| Новели                | Новели                | P.S. Я тебе кохаю (2004) ● Де закінчується райдуга або З любов'ю, Розі (2004) ● Подивися на мене (2005) ● Там, де ти (2006) ● Дякую за спогади (2008) | P.S. Я тебе кохаю (2004) ● Де закінчується райдуга або З любов'ю, Розі (2004) ● Подивися на мене (2005) ● Там, де ти (2006) ● Дякую за спогади (2008) |
| Коротка художня проза | Коротка художня проза | Місіс Віппі (2006) | Місіс Віппі (2006) |
| Адаптації             | Адаптації             | P. S. Я кохаю тебе (2007) ● З любов'ю, Розі (2014) | P. S. Я кохаю тебе (2007) ● З любов'ю, Розі (2014) |